# Pentax 645d
Pentax 645d – pierwsza cyfrowa średnioformatowa lustrzanka cyfrowa japońskiego producenta Pentax. Premiera tego modelu miała miejsce 10 marca 2010. Cechuje się on pełną kompatybilnością z obiektywami z mocowaniami 645AF2, 645AF, oraz 645A, a także za pomocą przejściówki z obiektywami przeznaczonymi dla modeli formatu 67. Aparat nie posiada wymiennej tylnej ścianki, a także filtra AA. Producentem matrycy jest Kodak.

## Cechy aparatu
- Procesor obrazu PRIME II z 14-bitowym przetwornikiem A/D
- Rama zbudowana z walcowanej stali, obudowa ze stali magnezowej uszczelniona 70 uszczelkami, osłona LCD z hartowanego szkła
- Odporność na trudne warunki pogodowe oraz niskie temperatury (do –10 °C)
- Migawka obliczona na co najmniej 50 000 cykli
- Czas synchronizacji z lampami 1/125s, oraz HSS
- System czyszczenia matrycy oparty na ultradźwiękach DRII
- Układ AF SAFOX IX+, 11 sensorów z czego 9 krzyżowych
- 77-polowy pomiar światła, biorący pod uwagę orientację aparatu oraz odległość od obiektu
- Wizjer kryjący 98% kadru z powiększeniem 0,62x (1,05x dla formatu 35mm)
- Bateria Li-Ion D-LI90, żywotność 800 (23 °C), 700 (0 °C), 650 (–10 °C)